# 119番の日
119番の日（ひゃくじゅうきゅうばんのひ）とは、日本の記念日。国民の消防全般に対する正しい理解と認識を深め、住民の防災意識の高揚を図ることを目的として設けられている。11月9日。

## 設立
1987年に自治体消防発足40周年を機に、消防庁によって制定された。消防・救急に関する緊急通報用電話番号である119番にちなんだ語呂合わせである。
類似する日本の緊急通報用電話番号の語呂合わせの記念日として110番の日、118番の日がある。
1月19日は家庭用消火器点検の日であり、重複を回避した日付となっている。同様の消防全般の啓蒙のための記念日として消防記念日も制定されている。

## 内容
この日には、防火意識の喚起とともに、適正かつ迅速・的確な119番通報を呼びかける啓発活動が行われている。また、秋の全国火災予防運動の初日にもなっている。